# Garbanzo Pico Pardal
El garbanzo Pico Pardal es una variedad de garbanzo cultivada tradicionalmente en la comarca leonesa de la Maragatería, siendo uno de los ingredientes principales del cocido maragato. Se caracteriza por su pequeño tamaño en comparación con otras variedades de esta legumbre cultivadas en España.
En el año 1998, la marca «Pico Pardal» fue registrada por una empresa local de legumbres, impidiendo así su uso por parte de otros fabricantes. No sería hasta 17 años más tarde cuando un juez dictaminó contra el registro de esta marca «por pertenecer a la cultura leonesa».